# Givens-rotatie
Een givens-rotatie is in de numerieke lineaire algebra een rotatie in het vlak dat wordt gevormd door twee coördinaatassen. Givens-rotaties zijn genoemd naar de Amerikaanse wiskundige Wallace Givens (1910-1993).

## Matrixvoorstelling
De givens-rotatie in wijzerzin van een vector {\displaystyle x} over een hoek van {\displaystyle \theta } radialen in het vlak van de {\displaystyle i}-de en {\displaystyle j}-de coördinaatassen in een {\displaystyle n}-dimensionele ruimte kan men berekenen uit het product {\displaystyle G(i,j,\theta )x} van de givens-matrix {\displaystyle G(i,j,\theta )} met de vector {\displaystyle x.}
De givens-matrix is de vierkante {\displaystyle n\times n}-matrix
{\displaystyle G(i,j,\theta )={\begin{bmatrix}1&\ldots &0&\ldots &0&\ldots &0\\\vdots &\ddots &\vdots &&\vdots &&\vdots \\0&\ldots &c&\ldots &-s&\ldots &0\\\vdots &&\vdots &\ddots &\vdots &&\vdots \\0&\ldots &s&\ldots &c&\ldots &0\\\vdots &&\vdots &&\vdots &\ddots &\vdots \\0&\ldots &0&\ldots &0&\ldots &1\end{bmatrix}}}
waarin {\displaystyle c=\cos(\theta )} en {\displaystyle s=\sin(\theta )} voorkomen op de snijpunten van de {\displaystyle i}-de en {\displaystyle j}-de rijen en kolommen. De andere elementen op de hoofddiagonaal zijn gelijk aan 1, en alle andere elementen van een givens-matrix zijn nul. De vier elementen op de plaatsen {\displaystyle (i,i),\ (i,j),\ (j,i)} en {\displaystyle (j,j)} vormen de rotatiematrix van rotatie over de hoek {\displaystyle \theta }.

## Toepassing
De givens-rotatie is numeriek stabiel. Givens-rotaties worden in numerieke lineaire algebra gebruikt om nulwaarden in vectoren en matrices te bekomen, bijvoorbeeld in het jacobi-eigenwaardealgoritme of bij de berekening van de QR-decompositie van een matrix.

### QR-decompositie
In de QR-decompositie vermenigvuldigt men de matrix {\displaystyle A} achtereenvolgens links met givens-rotaties {\displaystyle G_{1},\ldots ,G_{k},} zodanig dat de elementen onder de hoofddiagonaal nul worden en de matrix herleid wordt tot een bovendriehoeksmatrix {\displaystyle R}. Elke vermenigvuldiging met een givens-matrix verandert alleen de waarden in de {\displaystyle i}-de en {\displaystyle j}-de rij van de matrix. 
{\displaystyle R=G_{k}\ldots G_{1}A}
De inverse, of equivalent de getransponeerde, van het product van de toegepaste givens-rotaties vormt een orthogonale matrix {\displaystyle Q,} zodat {\displaystyle A=QR.}
Als in de {\displaystyle i}-de kolom van de matrix {\displaystyle A} onder de diagonaal in de {\displaystyle j}-de rij het getal {\displaystyle b} staat, kan dat omgezet worden in 0 door een givens-rotatie {\displaystyle G(i,j,\theta )} met {\displaystyle c=\cos(\theta )} en {\displaystyle s=\sin(\theta )}. Er moet voldaan worden aan:
{\displaystyle {\begin{bmatrix}c&-s\\s&c\end{bmatrix}}{\begin{bmatrix}a\\b\end{bmatrix}}={\begin{bmatrix}r\\0\end{bmatrix}},}
waarin {\displaystyle a=A_{ii}} het element op de diagonaal is. Daaruit volgt dat:
{\displaystyle r={\sqrt {a^{2}+b^{2}}}}
{\displaystyle c=a/r}
{\displaystyle s=-b/r}

#### Voorbeeld
De 3x3-matrix {\displaystyle A} wordt met QR-decompositie herleid tot een bovendriehoeksmatrix {\displaystyle R} met behulp van van givens-rotaties.
{\displaystyle A={\begin{bmatrix}6&5&0\\5&1&4\\0&4&3\end{bmatrix}}}
Er zijn twee rotaties nodig om de elementen {\displaystyle A(2,1)} en {\displaystyle A(3,2)} om te zetten in 0. Noem {\displaystyle G_{1}} de givens-matrix die {\displaystyle A(2,1)} omzet in 0, dan worden
{\displaystyle r={\sqrt {6^{2}+5^{2}}}={\sqrt {61}}=7{,}8102}
{\displaystyle c=6/r=0{,}7682}
{\displaystyle s=-5/r=-0{,}6402}
{\displaystyle G_{1}={\begin{bmatrix}c&-s&0\\s&c&0\\0&0&1\end{bmatrix}}}
De matrixvermenigvuldiging {\displaystyle G_{1}A} geeft de volgende getransformeerde matrix:
{\displaystyle A'={\begin{bmatrix}7{,}8102&4{,}4813&2{,}5607\\0&-2{,}4327&3{,}0729\\0&4&3\end{bmatrix}}}
Noem {\displaystyle G_{2}} de givens-matrix waarmee {\displaystyle A'(3,2)} op nul gezet wordt. Daarvoor geldt
{\displaystyle G_{2}={\begin{bmatrix}1&0&0\\0&c&-s\\0&s&c\end{bmatrix}}}
met
{\displaystyle r={\sqrt {(-2{,}4327)^{2}+4^{2}}}=4{,}6817}
{\displaystyle c=-2{,}4327/r=-0{,}5196}
{\displaystyle s=-4/r=-0{,}8544}
Met deze waarden levert de matrixvermenigvuldiging de bovendriehoeksmatrix R:
{\displaystyle R=G_{2}A'={\begin{bmatrix}7{,}8102&4{,}4813&2{,}5607\\0&4{,}6817&0{,}9664\\0&0&-4{,}1843\end{bmatrix}}}
De matrix {\displaystyle Q} in de decompositie {\displaystyle A=QR} wordt dan gegeven door:
{\displaystyle Q=(G_{1}G_{2})^{\text{T}}}
Dit is in dit voorbeeld de matrix:
{\displaystyle Q={\begin{bmatrix}0{,}7682&0{,}3326&0{,}5470\\0{,}6402&-0{,}3992&-0{,}6564\\0&0{,}8544&-0{,}5196\end{bmatrix}}}